# 99식 자주포
99식 자주포(99式自走155mmりゅう弾砲 규큐시키 지소 155미리류단호[*])는 육상자위대의 155 mm 자주포다.
155mm 주포와 12.7mm 기관총을 장비한 이 자주포는 분당 6발을 발사할 수 있는 자주포다. 100대가 조금 넘는 양이 배치됐다.

## 운용국
- 일본 - 170대

## 같이 보기
- M109 팔라딘
- AS-90
- PzH 2000